# 徐之河
徐之河（1917年5月—2021年2月10日），民建会员，浙江省江山县峡口镇王村人。曾任上海社会科学院原部门经济研究所所长、名誉所长。担任第六届、第七届全国政协社会科学界委员。

## 生平
1938年考入国立中央大学经济系，与邢慕寰、陈观烈、佟哲晖等为同学，1942年毕业。考取公派留美，在哥伦比亚大学、宾夕法尼亚大学沃顿商学院学习，取得MBA学位。回国后历任暨南大学、交通大学、上海财经学院、复旦大学教授。1959年调入上海市社会科学院经济研究所，后任所长、名誉所长。

## 家人
- 大哥徐之荣 毕业于浙江警官学校及日本大学
- 二哥徐之圭公费留日毕业于东京高师、明治大学法学研究科。回国后任奉化、东阳、诸暨、衢县县长。1927年6月在奉化县长任上办理蒋中正和结发妻子毛福梅的离婚手续。[3]著有《列强在中国之经济侵略》（太平洋书店1929年版）。暨南大学教授。抗战时任汤恩伯的第31集团军总部少将秘书长，中信局专员，东南区银行监理官
- 三哥徐之佳(1902—1992) 毕业于日本士官学校，任南京中央陆军军官学校炮科上尉教官，汤恩伯起家的第4师参谋长，汤恩伯的第十三军参谋处处长，1936年第十三军驻绥德时，乘第86师整编之机，徐之佳被安排出任第二十二军第86师参谋长，后任副师长、第二十二军少将副军长兼86师师长副军长。1949年榆林和平解放前夕逃回上海，任淞沪警备司令部吴淞要塞司令。
- 四哥徐之海 留学法国，毕业于巴黎大学，曾任黄埔军校教官，1949年后上海外语大学教授，上海社科院历史研究所特约研究员
- 五哥徐之川，毕业于东南医学院，任军医
- 六哥徐之润 毕业于黄埔军校，任汤恩伯部独立团团长、少将军参谋长，京沪卫戍司令部处长。
- 堂兄徐之恭 曾任胡宗南部师长、少将副军长。
- 妻子毛景淑